# إرغانايسكويه (بحيرة)
بحيرة إِرْغَانَايْسْكُويِه أو بحيرة إِرْغَانَايْ (الروسية: Ирганайское водохранилище) - بحيرة اصطناعية على نهر أوار كايسو بجمهورية داغستان في روسيا والتي شكلت نتيجة بناء محطة كهرومائية على نهر أوار كايسو في التسعينيات القرن الماضي. تقع على ضفافها بلدة شامل قلعة وقرى إرغاناي، زراني وميدانسكويه.

## الميزات الرئيسية
تبلغ مساحة سطح الماء إلى 18.0 كيلومتر مربع، ويصل حجمه إلى 0.7 كيلومتر مكعب، أما الحجم المفيد للبحيرة فهو 0.397 كيلومتر مربع. حجم المياه - 0.705 كيلومتر مربع، تبلغ مساحة المستودع 7320 كيلومترًا مربّعًا والارتفاع على سطح البحر إلى 547 مترًا.
يبلغ طول الشريط الساحلي حوالي 43 كم. يبلغ عرض البحيرة إلى 500 متر في المتوسط و1.5 كم في حدها الأقصى.

## تشييد
بدأ تشييد سد على نهر أوار كايسو لبناء محطة إرغانايسكايا الكهرومائية في عام 1977، ولكن المحطة هذه تحولت إلى واحدة من مشاريع البناء السوفيتية طويلة الأجل. ونتيجة لذلك لم يكتمل ملء البحيرة إلا في عام 2008. أثناء تشييد البحيرة تم إغراق 940 هكتارًا من الأراضي الزراعية والحدائق، وتم نقل 521 مبنى. ونقلت قرية إرغاناي كاملة إلى مكان آخر.